# Bulger Geyser

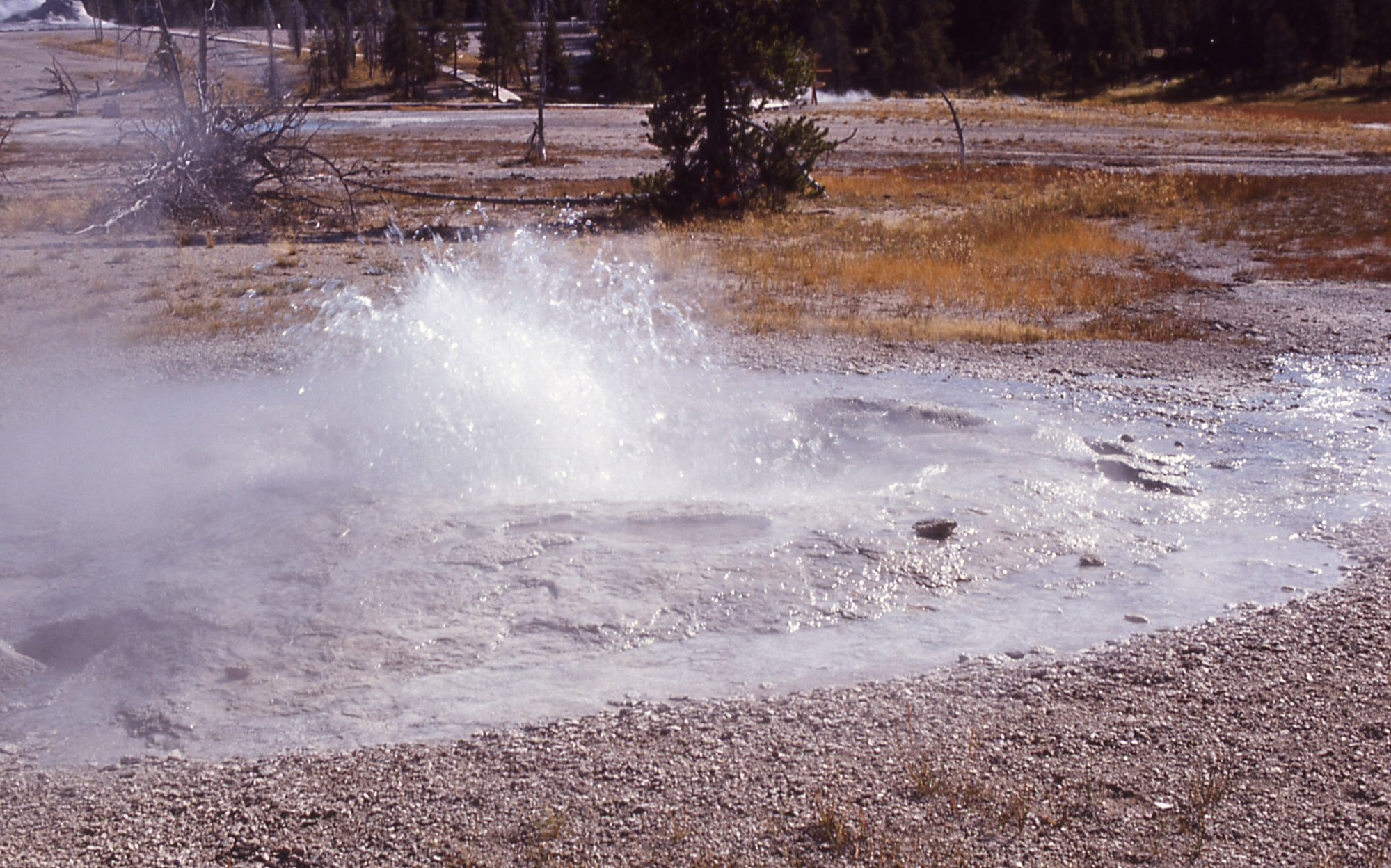
Bulger Geyser pendant une éruption en 1964

Bulger Geyser est un geyser de type « fontaine » situé dans le Upper Geyser Basin dans le parc national de Yellowstone aux États-Unis.
Bulger se situe à 60 m au sud de Grand Geyser. Il entre fréquemment en éruption, ses éruptions étant parfois majeures, parfois mineures. Comme c'est le cas pour la plupart des geysers, les éruptions mineures sont les plus courantes. Elles durent quelques secondes. Les éruptions majeures sont rares, mais durent 12 minutes. Dans les deux cas, les éruptions se limitent à un petit éclatement vigoureux de 30 centimètres à 3,50 m de haut.